# 歩兵突撃章
歩兵突撃章（Infanterie-Sturmabzeichen）は、ナチス・ドイツの戦功章である。
武装親衛隊とドイツ国防軍陸軍に属する歩兵科と猟兵・山岳猟兵科の兵員で突撃に参加した者に授与された。制定当初は、銀章のみであったが、後に歩兵用の銀章と装甲擲弾兵用の銅章の二種類に区別された。

## 二種の歩兵突撃章

### 銀章

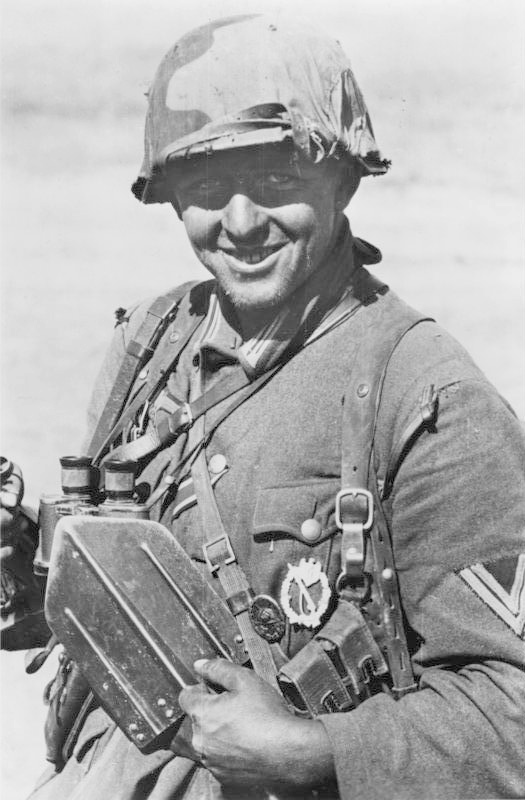
歩兵突撃章銀章を佩用する歩兵科伍長勤務上等兵（1942年9月、東部戦線）

銀章は1939年12月20日に陸軍総司令部のヴァルター・フォン・ブラウヒッチュによって制定された。以下の条件を満たす歩兵連隊の歩兵に対して授与された。後に武装親衛隊と秩序警察の構成員も授与の対象となった。
- それぞれ別の日に行われた突撃に、計三回以上参加した者
- 突撃の際に第一線で武器を取り、肉弾戦を行った者
- 成功した反撃は突撃とみなす。
- 偵察任務は突撃とみなす。

### 銅章

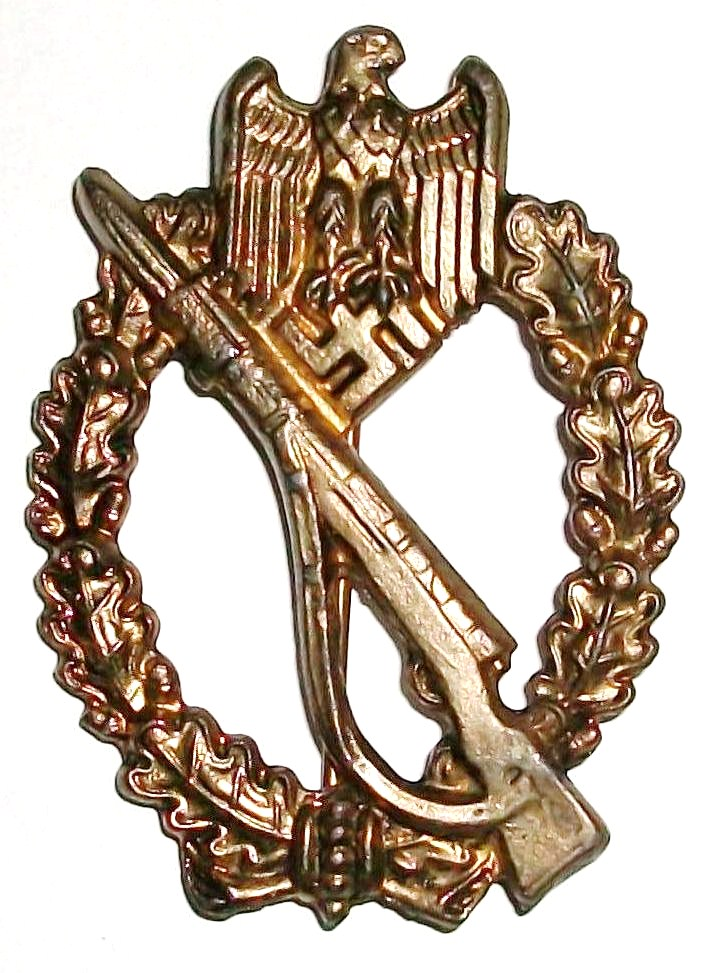
銅章

1940年6月1日に銅章が制定された。自動車化歩兵連隊の歩兵、歩兵連隊・擲弾兵連隊の機関銃兵・歩兵砲兵・対戦車砲兵に対して授与がなされた。授与の基準は銀章と同じであった。

## デザイン

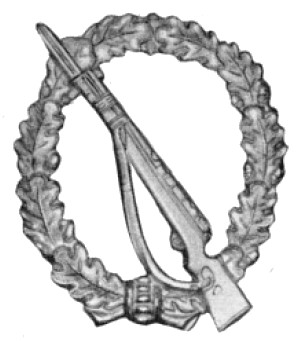
戦後型の歩兵突撃章。国家鷲章が除かれている

ベルリンの「C. E. Juncker」社がデザインした。 ライヒスアドラー（国章。鉤十字を掴んだ鷲）と着剣したKar98k小銃を左右それぞれ四枚の柏葉が円状に取り囲んだデザインである。
1957年にナチス・ドイツ時代の勲章が非ナチ勲章へ取り換えが行われたが、この際に歩兵突撃章からも鉤十字が外されている。